# Афіша (видавництво)
Вида́внича фі́рма «Афі́ша» — видавництво, засноване 1994 у Львові. Засновники — Зіновій Іванович Романів та Роман Васильович Запоточний. З 1997 організація починає видавничу та книготорговельну діяльність.

## Видавничі проєкти, здійснені видавництвом

### Дитяча література
Дитяча література представлена повноколірними ілюстрованими серійними виданнями "Казкова скринька" та "Казки Середземномор'я"(велика та мала серії), книжками-іграшками серії "Переплутанка", та іншими виданнями для дітей дошкільного та молодшого шкільного віку.
У 2005 році видавництво "Афіша" спільно з бельгійським видавництвом "Кастерман" розпочало новий проєкт - видання українською мовою книг із серії "Мартіна". Ці повноколірні ілюстровані книги для дітей дошкільного віку розказують про цікаві та повчальні пригоди маленької дівчинки та її друзів.

### Навчальна, методична та довідкова література для загальноосвітніх шкіл
Серед видань для загальноосвітніх шкіл потрібно відзначити довідники "Математика: означення, формули, задачі" та "Фізика: означення, формули, задачі". У 2005 році цю серію довідників для учнів, вчителів та абітурієнтів доповнить новий довідник "Хімія: означення, формули, задачі".

### Навчальна література для вищих навчальних закладів
Серед авторів підручників та навчальних посібників вчені та педагоги Національного технічного університету України "Київський політехнічний інститут", Львівського національного університету ім. Івана Франка, Національного університету "Львівська політехніка", Української академії друкарства (м. Львів), Технологічного університету Поділля (м. Хмельницький), Львівського національного медичного університету ім. Данила Галицького, Національного лісотехнічного університету України (м. Львів), спеціалісти-практики з Києва, Харкова, Львова, Хмельницького, Луганська. Навчальна література має грифи Міністерства освіти на науки України.

### Науково-популярна та краєзнавча література
Крім того видавництво здійснює літературні, науково-популярні, краєзнавчі проєкти для масового читача. Так путівник "Тільки у Львові. Мандрівки древнім містом", який став справжнім бестселером видавництва "Афіша", знайомить читача не тільки з архітектурою, а й легендами міста Лева. Цей путівник видано українською, польською, німецькою, англійською, французькою, італійською, іспанською та російською мовами. Цікавим є альбом-каталог "110 раритетів Львівського історичного музею", який репрезентує особливо цінні музейні пам'ятки із збірки музею.